# Thomas James Walsh
Thomas James Walsh (né le 12 juin 1859 à Two Rivers (Wisconsin) – décédé le 2 mars 1933) est un avocat et un homme politique du Parti démocrate de la ville d'Helena (État du Montana), aux États-Unis.

## Biographie
Thomas James Walsh représente l'État du Montana au Sénat américain de 1913 à 1933. Il aide à exposer le scandale du Teapot Dome, puis devient le président de la convention démocrate à Chicago en 1932. Thomas James Walsh s'oppose vigoureusement au travail des enfants et soutient le droit de vote des femmes.
En 1933, il est nommé au poste de procureur général, l'équivalent du ministre de la Justice aux États-Unis, par le président entrant Franklin Delano Roosevelt. Les déclarations de Thomas James Walsh ne laissent place à aucune ambiguïté : écarter John Edgar Hoover de la tête du Bureau fédéral d’investigation.
Cette animosité à l'égard de John Edgar Hoover remonte au début des années 1920. En effet, le sénateur du Montana est à l'origine de la commission d'enquête concernant Palmer et Burns, anciens supérieurs hiérarchiques de John Edgar Hoover qui, sans être condamnés, n'avaient pas pour autant été blanchis de divers actes de prévarication. Thomas James Walsh a encore en tête les incessantes intentions du Bureau de l'époque, qui avait envoyé des agents dans le Montana, inspectant sa vie privée jusqu'à fouiller ses poubelles dans le but de le discréditer, pour finalement ne rien trouver de compromettant. 
Thomas James Walsh décède le 2 mars 1933, le jour même de son investiture à la direction du ministère de la Justice, dans le train qui le menait à Washington. Il est retrouvé mort par sa femme à Rocky Mount (Caroline du Nord). Il avait consulté la veille un médecin pour des troubles digestifs. Les médecins font état d'une mort incertaine, mais probablement due à une thrombose coronarienne. Ce décès instaure un climat de méfiance chez les hommes de pouvoir aux États-Unis à l'égard de John Edgar Hoover, certains le jugeant dangereux[réf. nécessaire].